# Élections départementales de 2015 dans le Territoire de Belfort
Les élections départementales ont lieu les 22 et 29 mars 2015.

## Contexte départemental

### Assemblée départementale sortante
Avant les élections, le conseil général du Territoire de Belfort est présidé par Yves Ackermann (PS). Il comprend 15 conseillers généraux issus des 15 cantons du Territoire de Belfort. Après le redécoupage cantonal de 2014, ce sont 18 conseillers départementaux qui seront élus au sein des 9 nouveaux cantons du Territoire de Belfort.
| Parti                             | Sigle | Sigle | Élus |
| --------------------------------- | ----- | ----- | ---- |
| Majorité (10 sièges)              |       |       |      |
| Parti socialiste                  |       | PS    | 5    |
| Divers gauche                     |       | DVG   | 3    |
| Mouvement républicain et citoyen  |       | MRC   | 1    |
| Europe Écologie Les Verts         |       | EELV  | 1    |
| Opposition (5 sièges)             |       |       |      |
| Union pour un mouvement populaire |       | UMP   | 4    |
| Mouvement démocrate               |       | MoDem | 1    |
| Président du conseil général      |       |       |      |
| Yves Ackermann (PS)               |       |       |      |

### Assemblée départementale élue
| Parti                                | Sigle | Sigle | Élus |
| ------------------------------------ | ----- | ----- | ---- |
| Majorité (12 sièges)                 |       |       |      |
| Union pour un mouvement populaire    |       | UMP   | 7    |
| Mouvement démocrate                  |       | MoDem | 3    |
| Union des démocrates et indépendants |       | UDI   | 2    |
| Opposition (6 sièges)                |       |       |      |
| Divers gauche                        |       | DVG   | 4    |
| Parti socialiste                     |       | PS    | 1    |
| Mouvement républicain et citoyen     |       | MRC   | 1    |
| Président du conseil départemental   |       |       |      |
| Florian Bouquet (UMP)                |       |       |      |

## Résultats à l'échelle du département

### Résultats par nuances du ministère de l'Intérieur
Les nuances utilisées par le ministère de l'Intérieur ne tiennent pas compte des alliances locales.
| Binômes     | Binômes            | Premier tour | Premier tour | Second tour | Second tour | Sièges |
| Binômes     | Binômes            | Voix         | %            | Voix        | %           | Sièges |
| ----------- | ------------------ | ------------ | ------------ | ----------- | ----------- | ------ |
|             | UMP                | 9 798        | 20,08        | 12 106      | 24,48       | 6      |
|             | Union de la droite | 4 341        | 8,90         | 4 077       | 8,24        | 2      |
|             | MoDem              | 1 742        | 3,57         | 1 863       | 3,77        | 2      |
|             | UDI                | 1 673        | 3,43         | 2 477       | 5,01        | 2      |
| Droite      | Droite             | 17 554       | 35,98        | 20 523      | 41,50       | 12     |
|             |                    |              |              |             |             |        |
|             | Union de la gauche | 8 464        | 17,35        | 10 081      | 20,38       | 2      |
|             | DVG                | 4 879        | 10,00        | 5 110       | 10,33       | 4      |
|             | PCF                | 1 287        | 2,64         |             |             |        |
|             | PS                 | 1 096        | 2,25         | 1 658       | 3,35        | 0      |
|             | PRG                | 215          | 0,44         |             |             |        |
| Gauche      | Gauche             | 15 941       | 32,68        | 16 849      | 34,06       | 6      |
|             |                    |              |              |             |             |        |
|             | FN                 | 13 955       | 28,61        | 12 088      | 24,44       | 0      |
|             |                    |              |              |             |             |        |
|             | Divers             | 1 335        | 2,74         |             |             |        |
|             |                    |              |              |             |             |        |
| Inscrits    | Inscrits           | 95 135       | 100,00       | 95 126      | 100,00      |        |
| Abstentions | Abstentions        | 43 454       | 45,68        | 42 579      | 44,76       |        |
| Votants     | Votants            | 51 681       | 54,32        | 52 547      | 55,24       |        |
| Blancs      | Blancs             | 1 757        | 3,40         | 2 027       | 3,86        |        |
| Nuls        | Nuls               | 1 139        | 2,20         | 1 060       | 2,02        |        |
| Exprimés    | Exprimés           | 48 785       | 94,40        | 49 460      | 94,13       |        |

### Résultats par canton
| Canton               | Conseiller sortant   | Parti             | Parti       | Conseiller élu            | Parti           | Parti           |
| -------------------- | -------------------- | ----------------- | ----------- | ------------------------- | --------------- | --------------- |
| Bavilliers           | Canton créé          | Canton créé       | Canton créé | Marie-Claude Chitry-Clerc |                 | UMP             |
| Bavilliers           | Canton créé          | Canton créé       | Canton créé | Éric Koeberlé             |                 | MoDem           |
| Beaucourt            | Cédric Perrin        |                   | UMP         | Canton supprimé           | Canton supprimé | Canton supprimé |
| Belfort-Centre       | Marie-Hélène Ivol    |                   | UMP         | Canton supprimé           | Canton supprimé | Canton supprimé |
| Belfort-Est          | Christophe Grudler   |                   | MoDem       | Canton supprimé           | Canton supprimé | Canton supprimé |
| Belfort-Nord         | Marie-José Fleury    |                   | DVG         | Canton supprimé           | Canton supprimé | Canton supprimé |
| Belfort-Ouest        | Christian Proust     |                   | MRC         | Canton supprimé           | Canton supprimé | Canton supprimé |
| Belfort-Sud          | Samia Jaber          |                   | PS          | Canton supprimé           | Canton supprimé | Canton supprimé |
| Belfort-1            | Canton créé          | Canton créé       | Canton créé | Bastien Faudot            |                 | MRC             |
| Belfort-1            | Canton créé          | Canton créé       | Canton créé | Samia Jaber               |                 | PS              |
| Belfort-2            | Canton créé          | Canton créé       | Canton créé | Marie-Hélène Ivol         |                 | UMP             |
| Belfort-2            | Canton créé          | Canton créé       | Canton créé | Sébastien Vivot           |                 | UMP             |
| Belfort-3            | Canton créé          | Canton créé       | Canton créé | Julie de Breza            |                 | MoDem           |
| Belfort-3            | Canton créé          | Canton créé       | Canton créé | Christophe Grudler        |                 | MoDem           |
| Châtenois-les-Forges | Florian Bouquet      |                   | UMP         | Florian Bouquet           |                 | UMP             |
| Châtenois-les-Forges | Florian Bouquet      | Maryline Morallet | UMP         |                           | UMP             |                 |
| Danjoutin            | Daniel Feurtey       |                   | EÉLV        | Canton supprimé           | Canton supprimé | Canton supprimé |
| Delle                | Pierre Oser          |                   | PS          | Marie-Lise Lhomet         |                 | UMP             |
| Delle                | Pierre Oser          | Frédéric Rousse   | PS          |                           | UMP             |                 |
| Fontaine             | Anne-Marie Forcinal  |                   | PS          | Canton supprimé           | Canton supprimé | Canton supprimé |
| Giromagny            | Guy Miclo            |                   | DVG         | Guy Miclo                 |                 | DVG             |
| Giromagny            | Guy Miclo            | Sylvie Ringenbach | DVG         |                           | DVG             |                 |
| Grandvillars         | Christian Rayot      |                   | DVG         | Isabelle Mougin           |                 | DVG             |
| Grandvillars         | Christian Rayot      | Christian Rayot   | DVG         |                           | DVG             |                 |
| Offemont             | Dominique Retailleau |                   | PS          | Canton supprimé           | Canton supprimé | Canton supprimé |
| Rougemont-le-Château | Didier Vallverdu     |                   | UMP         | Canton supprimé           | Canton supprimé | Canton supprimé |
| Valdoie              | Yves Ackermann       |                   | PS          | Marie-France Cefis        |                 | UDI             |
| Valdoie              | Yves Ackermann       | Michel Zumkeller  | PS          |                           | UDI             |                 |

* Conseillers généraux sortants ne se représentant pas 

## Résultats par canton

### Canton de Bavilliers
Canton créé
| Candidats            | Candidats                 | Partis      | Partis      | Premier tour | Premier tour | Second tour | Second tour |
| Candidats            | Candidats                 | Partis      | Partis      | Voix         | %            | Voix        | %           |
| -------------------- | ------------------------- | ----------- | ----------- | ------------ | ------------ | ----------- | ----------- |
| 1                    | Andrée Bailly             |             | FN          | 1 461        | 27,74        | 1 307       | 23,36       |
| 1                    | Régis Guerrero            |             | FN          | 1 461        | 27,74        | 1 307       | 23,36       |
| 2                    | Marie-Claude Chitry-Vlerc |             | UMP         | 1 863        | 35,37        | 2 216       | 39,61       |
| 2                    | Éric Koeberlé             |             | MoDem       | 1 863        | 35,37        | 2 216       | 39,61       |
| 3                    | José Ardura               |             | PCF         | 266          | 5,05         |             |             |
| 3                    | Marie-France Couqueberg   |             | PCF         | 266          | 5,05         |             |             |
| 4                    | Daniel Feurtey*           |             | EÉLV        | 1 677        | 31,84        | 2 072       | 37,03       |
| 4                    | Isabelle Nehdi            |             | PS          | 1 677        | 31,84        | 2 072       | 37,03       |
|                      |                           |             |             |              |              |             |             |
| Inscrits             | Inscrits                  | Inscrits    | Inscrits    | 10 185       | 100,00       | 10 185      | 100,00      |
| Abstentions          | Abstentions               | Abstentions | Abstentions | 4 606        | 45,22        | 4 357       | 42,78       |
| Votants              | Votants                   | Votants     | Votants     | 5 579        | 54,78        | 5 828       | 57,22       |
| Blancs               | Blancs                    | Blancs      | Blancs      | 161          | 2,89         | 156         | 2,68        |
| Nuls                 | Nuls                      | Nuls        | Nuls        | 151          | 2,71         | 77          | 1,32        |
| Exprimés             | Exprimés                  | Exprimés    | Exprimés    | 5 267        | 94,41        | 5 595       | 96,00       |
| * conseiller sortant |                           |             |             |              |              |             |             |

### Canton de Belfort-1
Canton créé
| Candidats            | Candidats           | Partis      | Partis      | Premier tour | Premier tour | Second tour | Second tour |
| Candidats            | Candidats           | Partis      | Partis      | Voix         | %            | Voix        | %           |
| -------------------- | ------------------- | ----------- | ----------- | ------------ | ------------ | ----------- | ----------- |
| 1                    | Yusuf Cetin         |             | DIV         | 230          | 2,66         |             |             |
| 1                    | Ebrü Sutcu          |             | DIV         | 230          | 2,66         |             |             |
| 2                    | Ginette Petitperrin |             | FN          | 993          | 26,40        | 1 255       | 37,34       |
| 2                    | Éric Wiedmann       |             | FN          | 993          | 26,40        | 1 255       | 37,34       |
| 3                    | Bastien Faudot      |             | MRC         | 1 091        | 29,00        | 2 106       | 62,66       |
| 3                    | Samia Jaber*        |             | PS          | 1 091        | 29,00        | 2 106       | 62,66       |
| 4                    | Nicole Muday        |             | PRG         | 99           | 2,63         |             |             |
| 4                    | Claude Paufert      |             | PRG         | 99           | 2,63         |             |             |
| 5                    | Sandra Joly         |             | PCF         | 279          | 7,42         |             |             |
| 5                    | Damien Pagnoncelli  |             | PCF         | 279          | 7,42         |             |             |
| 6                    | Touria Acar         |             | MoDem       | 274          | 7,28         |             |             |
| 6                    | Renaud Rousselet    |             | MoDem       | 274          | 7,28         |             |             |
| 7                    | Liakout Bouguerra   |             | DVD         | 796          | 21,16        |             |             |
| 7                    | Guy Corvec          |             | UMP         | 796          | 21,16        |             |             |
|                      |                     |             |             |              |              |             |             |
| Inscrits             | Inscrits            | Inscrits    | Inscrits    | 8 642        | 100,00       | 8 637       | 100,00      |
| Abstentions          | Abstentions         | Abstentions | Abstentions | 4 647        | 53,77        | 4 794       | 55,51       |
| Votants              | Votants             | Votants     | Votants     | 3 995        | 46,23        | 3 843       | 44,49       |
| Blancs               | Blancs              | Blancs      | Blancs      | 144          | 3,60         | 317         | 8,25        |
| Nuls                 | Nuls                | Nuls        | Nuls        | 89           | 2,23         | 165         | 4,29        |
| Exprimés             | Exprimés            | Exprimés    | Exprimés    | 3 762        | 94,17        | 3 361       | 87,46       |
| * conseiller sortant |                     |             |             |              |              |             |             |

### Canton de Belfort-2
Canton créé
| Candidats            | Candidats            | Partis      | Partis      | Premier tour | Premier tour | Second tour | Second tour |
| Candidats            | Candidats            | Partis      | Partis      | Voix         | %            | Voix        | %           |
| -------------------- | -------------------- | ----------- | ----------- | ------------ | ------------ | ----------- | ----------- |
| 1                    | Martine Francois     |             | MoDem       | 664          | 13,74        |             |             |
| 1                    | Thiébaud Grudler     |             | MoDem       | 664          | 13,74        |             |             |
| 2                    | René Leboeuf         |             | PCF         | 335          | 6,93         |             |             |
| 2                    | Muriel Ternant       |             | PCF         | 335          | 6,93         |             |             |
| 3                    | Nicolas Soleilhavoup |             | FN          | 925          | 19,14        |             |             |
| 3                    | Joëlle Wiedmann      |             | FN          | 925          | 19,14        |             |             |
| 4                    | Marie-Helene Ivol*   |             | UMP         | 1 812        | 37,50        | 2 649       | 61,50       |
| 4                    | Sébastien Vivot      |             | UMP         | 1 812        | 37,50        | 2 649       | 61,50       |
| 5                    | Francine Gallien     |             | PS          | 1 096        | 22,68        | 1 658       | 38,50       |
| 5                    | Sélim Guemazi        |             | PS          | 1 096        | 22,68        | 1 658       | 38,50       |
|                      |                      |             |             |              |              |             |             |
| Inscrits             | Inscrits             | Inscrits    | Inscrits    | 10 098       | 100,00       | 10 097      | 100,00      |
| Abstentions          | Abstentions          | Abstentions | Abstentions | 5 043        | 49,94        | 5 292       | 52,41       |
| Votants              | Votants              | Votants     | Votants     | 5 055        | 50,06        | 4 805       | 47,59       |
| Blancs               | Blancs               | Blancs      | Blancs      | 134          | 2,65         | 312         | 6,49        |
| Nuls                 | Nuls                 | Nuls        | Nuls        | 89           | 1,76         | 186         | 3,87        |
| Exprimés             | Exprimés             | Exprimés    | Exprimés    | 4 832        | 95,59        | 4 307       | 89,64       |
| * conseiller sortant |                      |             |             |              |              |             |             |

### Canton de Belfort-3
Canton créé
| Candidats            | Candidats           | Partis      | Partis      | Premier tour | Premier tour | Second tour | Second tour |
| Candidats            | Candidats           | Partis      | Partis      | Voix         | %            | Voix        | %           |
| -------------------- | ------------------- | ----------- | ----------- | ------------ | ------------ | ----------- | ----------- |
| 1                    | Marie-José Fleury*  |             | DVG         | 334          | 8,51         |             |             |
| 1                    | Hakim Salemkour     |             | DVG         | 334          | 8,51         |             |             |
| 2                    | Édith Jouquez       |             | PCF         | 147          | 3,75         |             |             |
| 2                    | Jean Rausher        |             | PCF         | 147          | 3,75         |             |             |
| 3                    | Julie de Breza      |             | MoDem       | 804          | 20,49        | 1 863       | 53,50       |
| 3                    | Christophe Grudler* |             | MoDem       | 804          | 20,49        | 1 863       | 53,50       |
| 4                    | Gokhan Erdem        |             | DIV         | 101          | 2,57         |             |             |
| 4                    | Maggy Perret        |             | DIV         | 101          | 2,57         |             |             |
| 5                    | Florence Besancenot |             | UMP         | 1 196        | 30,49        | 1 619       | 46,50       |
| 5                    | Damien Meslot       |             | UMP         | 1 196        | 30,49        | 1 619       | 46,50       |
| 6                    | Gilbert Betzler     |             | FN          | 727          | 18,53        |             |             |
| 6                    | Ginette Laurency    |             | FN          | 727          | 18,53        |             |             |
| 7                    | Jacqueline Guiot    |             | PS          | 614          | 15,65        |             |             |
| 7                    | Alain Letailleur    |             | MRC         | 614          | 15,65        |             |             |
|                      |                     |             |             |              |              |             |             |
| Inscrits             | Inscrits            | Inscrits    | Inscrits    | 7 894        | 100,00       | 7 891       | 100,00      |
| Abstentions          | Abstentions         | Abstentions | Abstentions | 3 790        | 48,01        | 4 002       | 50,72       |
| Votants              | Votants             | Votants     | Votants     | 4 104        | 51,99        | 3 889       | 49,28       |
| Blancs               | Blancs              | Blancs      | Blancs      | 108          | 2,63         | 350         | 7,10        |
| Nuls                 | Nuls                | Nuls        | Nuls        | 73           | 1,78         | 166         | 3,37        |
| Exprimés             | Exprimés            | Exprimés    | Exprimés    | 3 923        | 95,59        | 3 482       | 89,53       |
| * conseiller sortant |                     |             |             |              |              |             |             |

### Canton de Châtenois-les-Forges
Conseiller sortant : Florian Bouquet (UMP)
| Candidats            | Candidats           | Partis      | Partis      | Premier tour | Premier tour | Second tour | Second tour |
| Candidats            | Candidats           | Partis      | Partis      | Voix         | %            | Voix        | %           |
| -------------------- | ------------------- | ----------- | ----------- | ------------ | ------------ | ----------- | ----------- |
| 1                    | Patricia Boisumeau  |             | FN          | 1 906        | 33,14        | 1 853       | 30,61       |
| 1                    | Christian Chevry    |             | FN          | 1 906        | 33,14        | 1 853       | 30,61       |
| 2                    | Florian Bouquet*    |             | UMP         | 2 327        | 40,46        | 2 661       | 43,95       |
| 2                    | Maryline Morallet   |             | UMP         | 2 327        | 40,46        | 2 661       | 43,95       |
| 3                    | Valérie Meyer       |             | DVG         | 1 518        | 26,40        | 1 540       | 25,44       |
| 3                    | Jean-François Roost |             | PS          | 1 518        | 26,40        | 1 540       | 25,44       |
|                      |                     |             |             |              |              |             |             |
| Inscrits             | Inscrits            | Inscrits    | Inscrits    | 10 546       | 100,00       | 10 545      | 100,00      |
| Abstentions          | Abstentions         | Abstentions | Abstentions | 4 420        | 41,91        | 4 221       | 40,03       |
| Votants              | Votants             | Votants     | Votants     | 6 126        | 58,09        | 6 324       | 59,97       |
| Blancs               | Blancs              | Blancs      | Blancs      | 235          | 3,84         | 175         | 2,77        |
| Nuls                 | Nuls                | Nuls        | Nuls        | 140          | 2,29         | 95          | 1,50        |
| Exprimés             | Exprimés            | Exprimés    | Exprimés    | 5 751        | 93,88        | 6 054       | 95,73       |
| * conseiller sortant |                     |             |             |              |              |             |             |

### Canton de Delle
Conseiller sortant : Pierre Oser (PS)
| Candidats   | Candidats         | Partis      | Partis      | Premier tour | Premier tour | Second tour | Second tour |
| Candidats   | Candidats         | Partis      | Partis      | Voix         | %            | Voix        | %           |
| ----------- | ----------------- | ----------- | ----------- | ------------ | ------------ | ----------- | ----------- |
| 1           | Alexa Demouge     |             | PS          | 1 973        | 31,00        | 2 084       | 30,71       |
| 1           | Robert Natale     |             | DVG         | 1 973        | 31,00        | 2 084       | 30,71       |
| 2           | Franck Foure      |             | FN          | 2 038        | 32,02        | 1 978       | 29,15       |
| 2           | Reine Poentis     |             | FN          | 2 038        | 32,02        | 1 978       | 29,15       |
| 3           | Marie-Lise Lhomet |             | UMP         | 2 353        | 36,97        | 2 724       | 40,14       |
| 3           | Frédéric Rousse   |             | UMP         | 2 353        | 36,97        | 2 724       | 40,14       |
|             |                   |             |             |              |              |             |             |
| Inscrits    | Inscrits          | Inscrits    | Inscrits    | 12 731       | 100,00       | 12 730      | 100,00      |
| Abstentions | Abstentions       | Abstentions | Abstentions | 5 979        | 46,96        | 44,35       | 44,35       |
| Votants     | Votants           | Votants     | Votants     | 6 752        | 53,04        | 55,65       | 55,65       |
| Blancs      | Blancs            | Blancs      | Blancs      | 234          | 3,47         | 1,52        | 2,74        |
| Nuls        | Nuls              | Nuls        | Nuls        | 154          | 2,28         | 0,82        | 1,47        |
| Exprimés    | Exprimés          | Exprimés    | Exprimés    | 6 364        | 94,25        | 6 786       | 95,79       |

### Canton de Giromagny
Conseiller sortant : Guy Miclo (DVG)
| Candidats            | Candidats          | Partis      | Partis      | Premier tour | Premier tour | Second tour | Second tour |
| Candidats            | Candidats          | Partis      | Partis      | Voix         | %            | Voix        | %           |
| -------------------- | ------------------ | ----------- | ----------- | ------------ | ------------ | ----------- | ----------- |
| 1                    | Marc Archambault   |             | FN          | 2 035        | 31,21        | 1 769       | 26,27       |
| 1                    | Christine Nieswand |             | FN          | 2 035        | 31,21        | 1 769       | 26,27       |
| 2                    | Christiane Haller  |             | UMP         | 2 110        | 32,36        | 2 453       | 36,43       |
| 2                    | Didier Vallverdu*  |             | UMP         | 2 110        | 32,36        | 2 453       | 36,43       |
| 3                    | Guy Miclo*         |             | DVG         | 2 375        | 36,43        | 2 511       | 37,29       |
| 3                    | Sylvie Ringenbach  |             | DVG         | 2 375        | 36,43        | 2 511       | 37,29       |
|                      |                    |             |             |              |              |             |             |
| Inscrits             | Inscrits           | Inscrits    | Inscrits    | 11 576       | 100,00       | 11 576      | 100,00      |
| Abstentions          | Abstentions        | Abstentions | Abstentions | 4 655        | 40,21        | 4 564       | 39,43       |
| Votants              | Votants            | Votants     | Votants     | 6 921        | 59,79        | 7 012       | 60,57       |
| Blancs               | Blancs             | Blancs      | Blancs      | 262          | 3,79         | 191         | 2,72        |
| Nuls                 | Nuls               | Nuls        | Nuls        | 139          | 2,01         | 88          | 1,25        |
| Exprimés             | Exprimés           | Exprimés    | Exprimés    | 6 520        | 94,21        | 6 733       | 96,02       |
| * conseiller sortant |                    |             |             |              |              |             |             |

### Canton de Grandvillars
Conseiller sortant : Christian Rayot (DVG)
| Candidats            | Candidats        | Partis      | Partis      | Premier tour | Premier tour | Second tour | Second tour |
| Candidats            | Candidats        | Partis      | Partis      | Voix         | %            | Voix        | %           |
| -------------------- | ---------------- | ----------- | ----------- | ------------ | ------------ | ----------- | ----------- |
| 1                    | Yves Bisson      |             | UMP         | 1 682        | 26,16        | 2 459       | 35,54       |
| 1                    | Françoise Ravey  |             | DVD         | 1 682        | 26,16        | 2 459       | 35,54       |
| 2                    | Patrick Jeanroch |             | FN          | 2 371        | 36,87        | 1 861       | 26,90       |
| 2                    | Isabelle Roy     |             | FN          | 2 371        | 36,87        | 1 861       | 26,90       |
| 3                    | Isabelle Mougin  |             | DVG         | 2 170        | 33,75        | 2 599       | 37,56       |
| 3                    | Christian Rayot* |             | DVG         | 2 170        | 33,75        | 2 599       | 37,56       |
| 4                    | Aurore Macé      |             | UPR         | 207          | 3,22         |             |             |
| 4                    | Jonathan Vallart |             | UPR         | 207          | 3,22         |             |             |
|                      |                  |             |             |              |              |             |             |
| Inscrits             | Inscrits         | Inscrits    | Inscrits    | 12 302       | 100,00       | 12 304      | 100,00      |
| Abstentions          | Abstentions      | Abstentions | Abstentions | 5 440        | 44,22        | 5 059       | 41,12       |
| Votants              | Votants          | Votants     | Votants     | 6 862        | 55,78        | 7 245       | 58,88       |
| Blancs               | Blancs           | Blancs      | Blancs      | 291          | 4,24         | 213         | 2,94        |
| Nuls                 | Nuls             | Nuls        | Nuls        | 141          | 2,05         | 113         | 1,56        |
| Exprimés             | Exprimés         | Exprimés    | Exprimés    | 6 430        | 93,70        | 6 919       | 95,50       |
| * conseiller sortant |                  |             |             |              |              |             |             |

### Canton de Valdoie
Conseiller sortant : Yves Ackermann (PS)
| Candidats            | Candidats              | Partis      | Partis      | Premier tour | Premier tour | Second tour | Second tour |
| Candidats            | Candidats              | Partis      | Partis      | Voix         | %            | Voix        | %           |
| -------------------- | ---------------------- | ----------- | ----------- | ------------ | ------------ | ----------- | ----------- |
| 1                    | Marie-France Cefis     |             | UDI         | 1 673        | 28,18        | 2 477       | 39,80       |
| 1                    | Michel Zumkeller       |             | UDI         | 1 673        | 28,18        | 2 477       | 39,80       |
| 2                    | Yves Ackermann*        |             | PS          | 1 591        | 26,80        | 2 279       | 36,62       |
| 2                    | Marie-Pierre Soukaini  |             | EÉLV        | 1 591        | 26,80        | 2 279       | 36,62       |
| 3                    | Régine Curti           |             | PCF         | 260          | 4,38         |             |             |
| 3                    | Jacques Rambur         |             | PCF         | 260          | 4,38         |             |             |
| 4                    | Sarah Ansel            |             | PRG         | 116          | 1,95         |             |             |
| 4                    | Saïd Meftah            |             | PRG         | 116          | 1,95         |             |             |
| 5                    | Marie-Antoinette Declé |             | FN          | 1 499        | 25,25        | 1 467       | 23,57       |
| 5                    | Stéphane Stojanovic    |             | FN          | 1 499        | 25,25        | 1 467       | 23,57       |
| 6                    | Pierre Carles          |             | DVD         | 797          | 7,14         |             |             |
| 6                    | Béatrice Cuenin        |             | DVD         | 797          | 7,14         |             |             |
|                      |                        |             |             |              |              |             |             |
| Inscrits             | Inscrits               | Inscrits    | Inscrits    | 11 161       | 100,00       | 11 161      | 100,00      |
| Abstentions          | Abstentions            | Abstentions | Abstentions | 4 874        | 43,67        | 4 644       | 41,61       |
| Votants              | Votants                | Votants     | Votants     | 6 287        | 56,33        | 6 517       | 58,39       |
| Blancs               | Blancs                 | Blancs      | Blancs      | 188          | 2,99         | 193         | 2,96        |
| Nuls                 | Nuls                   | Nuls        | Nuls        | 163          | 2,59         | 101         | 1,55        |
| Exprimés             | Exprimés               | Exprimés    | Exprimés    | 5 936        | 94,42        | 6 223       | 95,49       |
| * conseiller sortant |                        |             |             |              |              |             |             |